# Szalánta
Szalánta (horvátul: Salanta) község Baranya vármegyében, a Pécsi járásban. Első írásos említése 1192-ből ismert. Az 1690-es években katolikus bosnyákok költöztek be. A faluban óvoda és általános iskola is működik. Pécs közelsége miatt jelenleg is fejlődő település.

## Fekvése
A Baranyai-dombságban, Pécs és Harkány között majdnem félúton fekszik, mindkettőtől nagyjából 12-13 kilométerre.
A szomszédos falvak: észak-északkelet felől Pogány, kelet felől Szőkéd és Áta. délkelet felől Bisse, dél felől Túrony, nyugat felől Bosta, északnyugat felől pedig Kökény.
A falu tulajdonképpen két korábbi község, Szalánta és Németi egyesítésével jött létre. Németi (horvátul: Nijemet vagy nagykozári szóhasználattal Nimet) a keleti részen, míg Szalánta a nyugati részen fekszik.
Németitől délre, illetve Szalántától mintegy 1,5 kilométerre délkeletre található egy lakott külterület is, Eszterágpuszta (horvátul: Ištrak). Utóbbi lakónépessége 2011-es adatok szerint 85 fő, a lakások száma 31 volt. Az Eszterágpusztai Növényfajta Kísérleti Állomás a Dél-dunántúli Régió fajtakísérleti állomásait irányítja.

### Megközelítése, közlekedése
A Pécstől a déli országhatárig vezető 58-as főút végighalad Szalánta központján, így ez a legfontosabb megközelítési útvonala. Az átmenő forgalom igen nagy, az átlagot jóval meghaladó, ami a horvát határ és az M60-as autópálya közti fekvésnek is köszönhető.
Németi községrészt a főút nem érinti, oda csak az 57 109-es számú mellékút vezet, nyugati szomszédaival (Görcsöny, Regenye, Szilvás) pedig az 5828-as út kapcsolja össze a települést.
Az autóbusz-forgalom Szalántára, illetve a településen át Pécs, Harkány, Siklós irányába megfelelő sűrűségű (fél illetve 1 óránként).
Tervek szerint a falun keresztül fog vezeti a Siklós-Pécs kerékpárút.

### Éghajlata
Időjárására jellemző, hogy tavasztól őszig kevés a csapadék, a nyár mérsékelten forró, a tél enyhe. Szárazföldi éghajlata van. Az évi középhőmérséklet 10,5–11 °C. Az éghajlatot befolyásolja a közeli város, Pécs és a Mecsek.

## Címere
Szalánta község címere pajzs alakú, tetején a község neve olvasható nagy nyomtatott betűkkel. Címerben fekete számokkal három évszám található: 1240 (Németi első említése), 1332 (a plébánia első említése), 1804 (a jelenlegi római katolikus templom építésének időpontja). Több helyen helykitöltésként piros-fehér színű rózsát helyeztek el a tervezők már az 1724-es szalántai pecséten is. Ez jelképezi a tavaszt, a természet ébredését.
A mai címer a korábbi pecsétektől kölcsönzi a jelképeket. A mostani címerben fehér színnel ábrázolt eke az egykor önálló Németi régi pecsétjében is megjelent, a föld feltörését, megművelését szimbolizálva. Alul négy búzaszál látható, csokorszerű keretbe helyezve. Bal oldalon – Szalánta 1724-es pecsétje alapján – a hajló gabonaszálak között zöld, dús lombozatú, barna törzsű fa áll. A hullámos zöld terület a Baranyai-dombságot jelképezi, ahol Szalánta található. A címer fő színe az égszínkék, ami a jó időjárást jelképezi.
A címer alatt két babérág fut föl annak felső harmadáig.

## Története
Az első írásos említés Szalántáról 1192-ből ismert, ott a települést Zolounta néven említették. Az akkori Szalánta a mai település Bukvék nevű része volt csak. Németi első írásos emléke 1240-ből való, az az irat a települést Nemti néven említi.
A 17. században katolikus bosnyákok érkeztek e vidékre. Radonay Mátyás Ignác pécsi püspök is szorgalmazta a betelepítésüket 1690-es években.
1804-ben épült a ma is látható templom Németiben (védőszentje: Szent László).
Az első világháború végén, 1918. november 14-én megérkezett megszálló szerb csapatok Baranya jelentős részére igényt tartottak, így Szalántára és Németire is, ahol a lakosság 95–95%-a volt délszláv nemzetiségű. 1921 augusztusában a szerbek elhagyták Baranyát.
A második világháború vége Szalántán 1944. november 30-án volt. Előtte való nap Szalántán németek, Németiben szovjetek állomásoztak. A Németi-patak volt a front.
1977. január elsején a két falu Szalánta és Németi egyesült.

## Közélete

### Polgármesterei
- 1990–1994: Standovár Mihály (független)[12]
- 1994–1998: Dunai Zoltán (független)[13]
- 1998–2002: Dunai Zoltán (független)[14]
- 2002–2006: Dunai Zoltán Tibor (független)[15]
- 2006–2010: Dunai Zoltán Tibor (független)[16]
- 2010–2014: Dunai Zoltán Tibor (független)[17]
- 2014–2019: Dunai Zoltán Tibor (független)[18]
- 2019–2024: Dr. Hitre Gabriella (független)[19]
- 2024– : Dr. Hitre Gabriella (független)[1]

## Népesség
2001-ben magyar: 55,1%; horvát: 32,2%; cigány: 2,6%; szerb: 2,1%; német: 1,7%; bolgár: 0,3%; lengyel: 0,3%; ismeretlen, nem válaszolt: 1,8%
A 2011-es népszámlálás szerint a faluban 983 magyar, 336 horvát, 86 cigány, 23 német, 5 szerb, 4 bolgár, 3 orosz, 3 román és 11 egyéb nemzetiségű lakik.
2001-ben római katolikus: 81,6%; református: 5,1%; evangélikus: 1%; görögkatolikus: 0,7%, más egyházhoz, felekezethez tartozik: 1,5%; nem tartozik egyházhoz, felekezethez: 5,8%; ismeretlen, nem válaszolt: 4,3%.
A 2011-es népszámlálás szerint a faluban 766 római katolikus, 64 református, 24 ateista, 10 evangélikus, 7 görögkatolikus és 9 egyéb vallási csoporthoz tartozó él. 102 fő nem tartozik egyik közösséghez sem, 208-an nem nyilatkoztak a vallásukról.
2018. január 1-jén 1154 lakosa volt.
2022-es népszámlálási adatok szerint 1140 főből 1024 magyar, 60 roma, 22 német, 6 bolgár, 267 horvát volt. A kettős identitás miatt nem 100%-os az eloszlás. Az 1140 lakosból 67 fő Eszterágpusztán, 214 fő Németi településrészen lakott. Az 1140 főből 498 fő római katolikus, 43 fő református, 15 fő evangélikus, 4 fő görög katolikus, 176 fő nem tartozott egyik felekezethez sem, 378 fő pedig nem nyilatkozott a vallásosságról.
| Lakosok száma | 1176 | 1146 | 1125 | 1126 | 1136 | 1149 | 1129 | 1140 | 1131 | 1153 |
|               | 2013 | 2014 | 2015 | 2016 | 2017 | 2019 | 2021 | 2022 | 2023 | 2024 |

## Pecsétek

### Történelmi pecsétek
Szalánta első ismert pecsétje 1724-ből való. 24 mm átmérőjű körben 33 mm-es betűszalag van a következő szöveggel SIGI PAGI SZALÁNTA 1724. Vagyis Szalánta pecsétje 1724. A szavakat és az évszámokat rózsák választják el egymástól. A képmezőben két hajló gabonaszál között egy dúslombú fa látható.
Németi első pecsétje az 1720-as évekből való. 24mm x 20 mm-es ellipszis, a betűszalag 3 mm-es. Szövege SIGI PAGI NIMEG 172X. Vagyis Németi pecsétje 172X. A szavakat 4 díszpont választja el egymástól. A pecsétképet két, szárán átkötött pálmaág keretezi, az ágak enyhén hajló ága a betűszalagba nyúlik bele. A képmezőben élére fordított, lebegő ekevas, felette gabonakalász látható. Tövében két hajló inda emelkedik ki, két oldalra, egymás alá 3-3 helykitöltő pontot, jobbra és balra az ekevas fölé 1-1 ötszirmú virágot helyeztek el.
Németi 1908-as pecsétje a következő: kör alakú, a pecséten a következő olvasható: BARANYA VÁRMEGYE NÉMETI KÖZSÉG 1908.

### Jelenlegi pecsétek
Szalántának jelenleg két pecsétje is van. Az első a polgármesteri hivatal, a másik a körjegyzőség pecsétje. Mindkettő 3,5 cm átmérőjű. Középen a magyar címer látható. A felső részen a POLGÁRMESTERI HIVATAL ill. KÖRJEGYZŐSÉG szó szerepel, míg az alsó részen a SZALÁNTA szó olvasható.

## Oktatás
A községben óvoda és általános iskola is működik.
A helyi általános iskolába a 2019/2020-as tanévben 120 tanuló járt.

## Utcái
- Hunyadi János utca
- Damjanich utca
- Bem utca
- Hunyadi köz
- Németi út
- Zrínyi utca
- Barátság utca
- Ifjúság utca
- Eszterági út

## Nevezetességei
- Szent László római katolikus templom Németiben. Késő barokk stílusú, 1795-1804 között építették. Műemlék védelem alatt áll.[28] 2019-ben felújították a templom tetőszerkezetét.[29]
- Zsolnay-kápolna Eszterágpusztán. 1904-ben épült. Homlokzatain vízszintesen sávozott, sárga és barna mázas Zsolnay-csempe.[28] Ezen épület felújítására a tulajdonos plébánia nem hajlandó.[forrás?]

## Kultúra

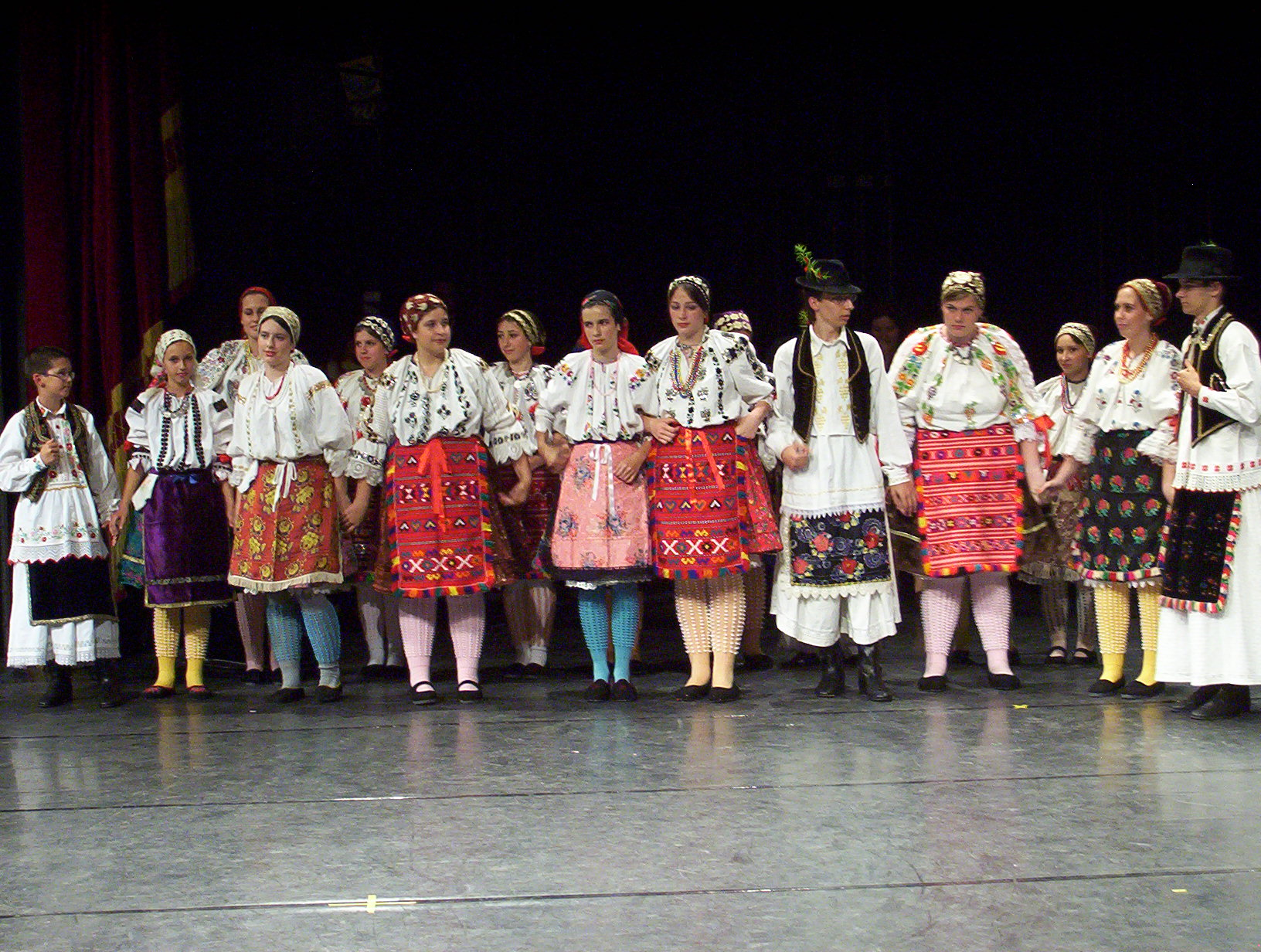
Marica Kulturális Egyesület Zágrábban 2005-ben

A községben délszláv néptáncegyüttes működik, a Marica Kulturális Egyesület.

## Híres emberek
- Pávics György (1940–2020), magyarországi horvát író